# Trbušće
Trbušće je naseljeno mjesto u sastavu općine Foče, Republika Srpska, BiH.

## Zemljopisni položaj
Nalazi se sjeverno od rijeke Sutjeske, južno od prometnice M20, zapadno od Igoča i istočno od Sulova potoka. Južno je Nacionalni park Sutjeska.

## Povijest
Anton Šarac, danas profesor hrvatskoga i njemačkoga jezika u Katoličkom školskom centru Blaženi Ivan Merz u Banjoj Luci otkrio je starokršćanske tragove u ovim krajevima. U želji za pripremu diplomskog rada Prošlost Katoličke Crkve u sjeveroistočnoj Hercegovini  za Zadarskom sveučilištu, otkrio je očuvani dio luka nad ulazom u mauzolej koji datira iz prijelaza 2. u 3. stoljeće, a prikazuje vjeru u zagrobni život – besmrtnost duha.
Stanovnici sela su obitelji Becković koje tu postoje od 18. stoljeća. 
U ratu u BiH (1992. – 1995.) muslimanski dio sela je potpuno uništen od susjeda Srba. Svi muškarci od 15 do 70 godina su ubijeni[nedostaje izvor], a žene i djeca su raseljena i žive u SAD-u, Njemačkoj, Švedskoj, Austriji, Kanadi, Australiji, Francuskoj.

## Stanovništvo
| Trbušće            |              |              |              |       |
| godina popisa      | 1991.        | 1981.        | 1971.        | 1961. |
| Srbi               | 406 (74,63%) | 306 (65,66%) | 338 (69,83%) | 148   |
| Muslimani          | 106 (19,48%) | 97 (20,81%)  | 129 (26,65%) | 120   |
| Hrvati             | 0            | 1 (0,21%)    | 0            | 1     |
| Jugoslaveni        | 1 (0,18%)    | 24 (5,15%)   | 1 (0,20%)    |       |
| ostali i nepoznato | 31 (5,69%)   | 38 (8,15%)   | 16 (3,30%)   |       |
| ukupno             | 544          | 466          | 484          | 269   |